# Tunneltält

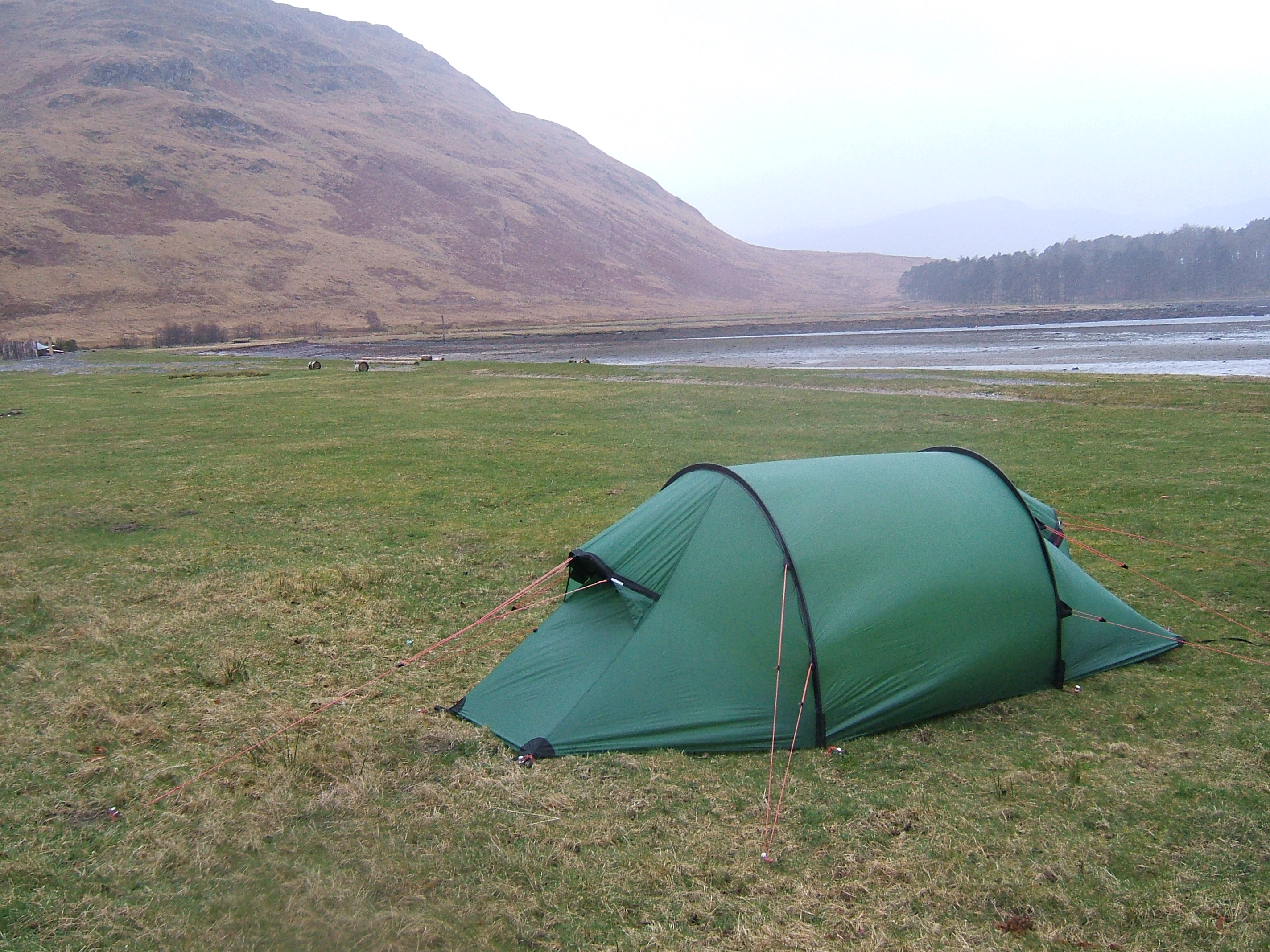
Tunneltält.

En vanlig tältkonstruktion är tunneltältet. Tältduken hålls uppe av två eller flera aluminium- eller glasfiberrör som spänns tvärs över tältet. Vanligtvis består tältet av både inner- och yttertält. Det finns två huvudtyper av tunneltält beroende på absidernas antal och placering:

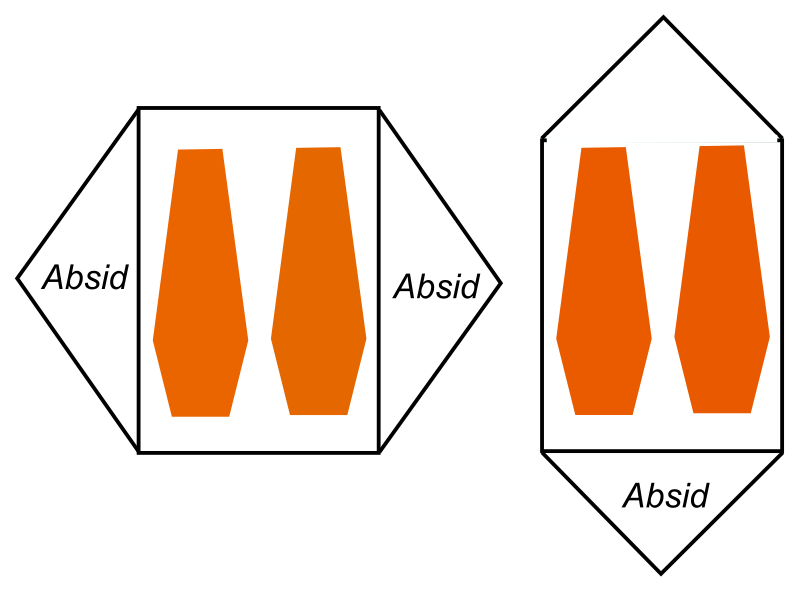
Två huvudtyper av tunneltält.

Tunneltältet inte är självstagande utan kräver upp till ett 20-tal tältspikar varav några spänner upp stormlinor för att stabilisera tältet.
På absidsidorna av tältet sitter vanligen ventiler. Ingången till tältet går genom en eller två absider där man kan laga mat och förvara utrustning. Tältet bör sättas upp så att vinden träffar tältets kortsida.